# Laze, Brežice
Laze so naselje v Občini Brežice.

## Prebivalstvo
Etnična sestava 1991:
- Slovenci: 61 (96,8 %)
- Hrvati: 2 (3,2 %)